# 薄荷キャンディー
「薄荷キャンディー」（はっかキャンディー）は、KinKi Kidsの18枚目のシングル。2003年8月13日発売。発売元はジャニーズ・エンタテイメント。

## 解説
前作「心に夢を君には愛を／ギラ☆ギラ」から2か月足らずでリリースされた。本作以降はソロ活動への移行もあり、グループ名義でのシングルリリースの間隔が長くなっている。
初回盤と通常盤でジャケット違い、収録曲違いがある。初回盤にはそれぞれインスト版、通常盤には代わりに堂本光一の作詞曲である新曲が収録されている。

## チャート成績
オリコン週間ランキングで、初週26.1万枚を売り上げ、初登場1位を獲得した。CD累計売上は38.8万枚（オリコン調べ）を記録した。

## 収録曲

### 初回盤
1. 薄荷キャンディー
（作詞：松本隆 / 作曲・編曲:Fredrik Hult, Ola Larsson, Öystein Grindheim, Henning Harturng / コーラスアレンジ：三谷泰弘）
堂本剛主演のTBS系日曜劇場『元カレ』主題歌。
自身の2007年のベスト・アルバム『39』発売時のファン投票で9位にランクインした。 
出版者：ブライト・ノート・ミュージック、REACTIVE SONGS INT L AB (1ST) 301、REACTIVE SONGS INT L AB (HULT) 301&REACTIVE SONGS INT L AB (W) 301（サブ出版者：ブライト・ノート・ミュージック&日音 Synch事業部）
2. ふたつの引力
（作詞：久保田洋司 / 作曲・編曲：石塚知生）
堂本剛・堂本光一出演のUCカード CMソング。
出版者：ブライト・ノート・ミュージック
3. 薄荷キャンディー (Backing Track)
4. ふたつの引力 (Backing Track)

### 通常盤
1. 薄荷キャンディー
2. ふたつの引力
3. I
（作詞・作曲：堂本光一 / 編曲：松本良喜）
光一自身が作詞・作曲・メインボーカルで歌っていて、最初・途中と最後に剛がコーラスで参加している。
出版者：ブライト・ノート・ミュージック

## 参加ミュージシャン
※クレジットは『KinKi Single Selection II』より
薄荷キャンディー
- Arrange, Programming & Guiter: Fredrik Hult
- Arrange, Programming, Keyboards & Piano: Ora Larsson
- Arrange: Öystein Grandheim、Henning Hartung
- Chorus & Chorus Arrengement: 三谷泰弘
- Chorus: 堂本光一、Peter Hallstorm、Tommy Hobbs

## 収録アルバム
- 薄荷キャンディー
  - G album -24/7-
  - KinKi Single Selection II
  - 39
  - Ballad Selection
  - The BEST
- ふたつの引力

（アルバム未収録）
- I

（アルバム未収録）

## 映像作品
- 薄荷キャンディー
  - KinKi KISS2 Single Selection
  - KinKi Kids Dome Tour 2004-2005 -Font De Anniversary.-
  - 39（初回限定盤）
  - KinKi you DVD
  - K album（初回限定盤）
  - KinKi Kids Concert -Thank you for 15years- 2012-2013
  - KinKi Kids Concert 「Memories & Moments」
  - MTV Unplugged: KinKi Kids
  - KinKi Kids CONCERT 20.2.21 -Everything happens for a reason-
  - KinKi Kids Concert Tour 2019-2020 ThanKs 2 YOU
  - KinKi Kids Concert 2022-2023 24451〜The Story of Us〜
  - P album（初回盤A）

## カバー
- 薄荷キャンディー
  - オトナモード（2010年） - コンピレーション・アルバム「松本隆作詞活動40周年記念アルバム『松本隆に捧ぐ-風街DNA-』」に収録。